# Kallinaikanahalli, Gauribidanur
Kallinaikanahalli là một làng thuộc tehsil Gauribidanur, huyện Chikkaballapur, bang Karnataka, Ấn Độ.